# Dennis Price
Dennis Price, född Dennistoun Franklyn John Rose-Price den 23 juni 1915 i Ruscombe i Berkshire, död 6 oktober 1973 på Guernsey, var en brittisk skådespelare. Price spelade bland annat Louis Mazzini i filmen Sju hertigar (1949) och den allvetande betjänten Jeeves i TV-serien The World of Wooster, baserad på P.G. Wodehouses berättelser.

## Filmografi i urval
- 1944 – A Canterbury Tale
- 1947 – Dear Murderer
- 1949 – Sju hertigar
- 1949 – The Lost People
- 1950 – De dansande åren
- 1951 – Jag glömmer dej aldrig
- 1951 – Det mörka rummet
- 1956 – Kompaniets svarta får
- 1959 – Dina pengar är mina pengar
- 1960 – Skola för skojare
- 1960 – Oscar Wilde
- 1961 – Call Me Genius
- 1961 – Ååh, en sån skräcknatt
- 1964 – Det är fult att mörda
- 1964 – I giftigaste laget
- 1965 – Ten Little Indians
- 1965–1967 – Woosters värld (TV-serie) (20 avsnitt)
- 1967 – Månraketen
- 1972 – Pulp
- 1972 – Alice i Underlandet
- 1973 – Thalias hämnare
- 1974 – Son of Dracula